# NGC 2696
NGC 2696 is een elliptisch sterrenstelsel in het sterrenbeeld Waterslang. Het hemelobject werd in 1886 ontdekt door de Amerikaanse astronoom Ormond Stone.

## Synoniemen
- MCG -1-23-4
- NPM1G -04.0271
- PGC 24851